# V Korpus Flak (III Rzesza)
V Korpus Artylerii Przeciwlotniczej (niem. V. Flakkorps) – jeden z niemieckich związków taktycznych Luftwaffe, w czasie II wojny światowej uczestniczył głównie w walkach z wojskami aliantów zachodnich.
Utworzony 15 listopada 1944 roku na bazie Inspektoratu Artylerii Flak. W latach 1944–1945 brał udział w walkach na froncie zachodnim. Swymi działaniami bojowymi wspierał OB Süd-Ost i Grupę Armii E działającą na Bałkanach i w Austrii.
W dniu 7 maja 1945 roku dowództwo korpusu trafiło do niewoli .

## Dowódcy korpusu
- gen. Otto-Wilhelm von Renz[2]

## Struktura organizacyjna
Skład w listopadzie 1944 roku :
- 19 Dywizja Flak
- 20 Dywizja Flak
- 17 Brygada Flak